# Interkontinentalni kup u hokeju na travi 1981.
Interkontinentalni kup u hokeju na travi 1981. je bio drugi Interkontinentalni kup u športu hokeju na travi.
Bio je izlučnim turnirom za iduće svjetsko prvenstvo 1982.
Održao se od 29. ožujka do 10. travnja 1981. u malezijskom gradu Kuali Lumpuru.
Krovna organizacija za ovo natjecanje je bila Međunarodna federacija za hokej na travi.

## Sudionici
- skupina "A": Italija, Japan, Malezija, SSSR, Wales, Zimbabve

- skupina "B": Belgija, Francuska, Irska, Kanada, Novi Zeland, Singapur

## Konačni poredak
| Mj. | Država      |
| --- | ----------- |
| 1.  | SSSR        |
| 2.  | Malezija    |
| 3.  | Novi Zeland |
| 4.  | Irska       |
| 5.  | Belgija     |
| 6.  | Wales       |
| 7.  | Japan       |
| 8.  | Francuska   |
| 9.  | Kanada      |
| 10. | Singapur    |
| 11. | Zimbabve    |
| 12. | Italija     |

Pravo sudjelovati na Svjetskom kupu 1982. su izborile SSSR, Malezija i Novi Zeland.
| Interkontinentalni prvaci 1981. |
| ------------------------------- |
| SSSR Prvi naslov                |

## Vanjske poveznice
- International Hockey Federation